# Nej (film)
Nej är en svensk kortfilm från 1969, skriven och regisserad av Stig Björkman. Bland de medverkande finns Sven Wollter, Per Ragnar och Sven Andersson.
Filmen skildrar vapenvägrare under 1960-talets slut. Filmen innehåller även en intervju med dåvarande försvarsministern Sven Andersson som ger sin syn på saken. Den producerades av Bengt Forslund för AB Svensk Filmindustri och premiärvisades den 8 maj 1969 i Luleå som en del av Luleås filmvecka. Den belönades med första pris vid festivalen Nordisk kortfilmsforum i Oslo samma år.

## Medverkande
- Sven Wollter – kapten
- Per Ragnar – värnpliktsvägrare
- Sven Andersson – försvarsministern
- Herman Schmid – sig själv
- Robert Carleson – sig själv
- Marie-Louise De Geer – sig själv
- Carl Johan De Geer – sig själv
- Öyvind Fahlström – sig själv
- Per Kågeson – sig själv
- Henrik Nybäck	– sig själv
- Sigvard Olsson – sig själv
- Erik Sandström – sig själv
- Lars Lambert – sig själv
- Tord Bergmark	– sig själv
- Hans Göran Franck	– sig själv
- Stig Björkman – intervjuare